# Kirvessaari (ö i Birkaland, Södra Birkaland, lat 61,18, long 24,11)
Kirvessaari är en ö i Finland. Den ligger i sjön Vanajavesi och i kommunen Valkeakoski i den ekonomiska regionen  Södra Birkaland och landskapet Birkaland, i den södra delen av landet, 120 km norr om huvudstaden Helsingfors. Öns area är 0,1 hektar och dess största längd är 60 meter i sydväst-nordöstlig riktning.